# Открытый чемпионат России по плаванию 1998
Открытый чемпионат России по плаванию 1998 прошёл с 9 по 13 августа в бассейне спортклуба «Волга» («Искра»), Волгоград.
Впервые за последние годы крупное соревнование проводилось не под крышей. Во второй день чемпионата проливной дождь с градом закончился лишь перед финальными заплывами.

## Призёры

### Мужчины

#### 50 м, вольный стиль
Алексей Павлов (Санкт-Петербург) — 23.39

 Сергей Ашихмин (Волгоградская область) — 23.54

 Сергей Губернаторов (Рязанская область) — 23.81

#### 100 м, вольный стиль
Денис Пиманков (Омск) — 49.88

 Алексей Егоров (Волгоградская область) — 50.68

 Сергей Ашихмин (Волгоградская область) — 50.78

#### 200 м, вольный стиль
Алексей Егоров (Волгоградская область) — 1.51.36

 Дмитрий Кузьмин (Волгоградская область) — 1.52.20

 Игорь Родкин (Самарская область) — 1.52.56

#### 400 м, вольный стиль
Игорь Снитко ( Украина) — 3.55.19

 Денис Завгородний ( Украина) — 3.56.54

 Алексей Акатьев (Москва) — 3.57.67

#### 1500 м, вольный стиль
Игорь Снитко ( Украина) — 15.15.99

 Денис Завгородний ( Украина) — 15.19.64

 Алексей Акатьев (Москва) — 15.31.81

#### 100 м на спине
Владимир Николайчук ( Украина) — 56.76

 Сергей Остапчук (Волгоградская область) — 57.16

 Владимир Сельков (Волгоградская область) — 57.23

#### 200 м на спине
Владимир Николайчук ( Украина) — 2.01.54

 Сергей Остапчук (Волгоградская область) — 2.01.74

 Владислав Аминов (Омская область) — 2.03.60

#### 100 м, брасс
Денис Гришин (Санкт-Петербург) — 1.03.00

 Роман Слуднов (Омская область) — 1.03.18

 Павел Анохин (Волгоградская область) — 1.03.79

#### 200 м, брасс
Андрей Иванов (Санкт-Петербург) — 2.15.86

 Павел Анохин (Волгоградская область) — 2.16.55

 Роман Макаров (Ханты-Мансийский АО — Удмуртия) — 2.16.92

#### 100 м, баттерфляй
Денис Пиманков (Омская область) — 54.19

 Денис Панкратов (Волгоградская область) — 54.19

 Анатолий Поляков (Коми) — 54.19

#### 200 м, баттерфляй
Денис Панкратов (Волгоградская область) — 1.58.85

 Анатолий Поляков (Коми) — 2.00.54

 Александр Горгураки (Самарская область) — 2.01.48

#### 200 м, комплексное плавание
Сергей Сергеев ( Украина) — 2.05.18

 Игорь Смирнов (Санкт-Петербург) — 2.06.00

 Григорий Матузков (Омская область) — 2.06.08

#### 400 м, комплексное плавание
Роман Кликоцкий ( Украина) — 4.28.48

 Сергей Прохоров (Самарская область) — 4.29.15

 Игорь Смирнов (Санкт-Петербург) — 4.29.64

#### Эстафета 4 × 100 м, вольный стиль
Омская область (Иван Усов, Дмитрий Чернышов, Виталий Глузда, Денис Пиманков) — 3.25.09

 Волгоградская область (Константин Ушков, Алексей Егоров, Сергей Ашихмин, Степан Ганзей) — 3.25.27

 Санкт-Петербург (Алексей Павлов, Алексей Манжула, Андрей Капралов, Леонид Хохлов) — 3.26.34

#### Эстафета 4 × 200 м, вольный стиль
Волгоградская область (Дмитрий Кузьмин, Сергей Бескровный, Иван Иванов, Алексей Егоров) — 7.34.24

 Омская область (Дмитрий Чернышов, Владислав Аминов, Иван Усов, Виталий Глузда) — 7.36.03

 Москва (Алексей Буценин, Артём Федин, Евгений Безрученко, Максим Коршунов) — 7.37.58

#### Комбинированная эстафета 4 × 100 м
Волгоградская область (Сергей Остапчук, Павел Анохин, Денис Панкратов, Сергей Ашихмин) — 3.46.66

  Украина (Владимир Николайчук, Олег Лисогор, Евгений Иванушкин, Ростислав Сванидзе) — 3.48.38

 Санкт-Петербург (Александр Шилин, Александр Ткачёв, Сергей Блескин, Алексей Павлов) — 3.49.89

### Женщины

#### 50 м, вольный стиль
Ольга Мукомол ( Украина) — 26.22

 Екатерина Кибало (Краснодарский край — Ростовская область) — 26.24

 Инна Яицкая (Самарская область) — 26.93

#### 100 м, вольный стиль
Екатерина Кибало (Краснодарский край — Ростовская область) — 57.03

 Ольга Мукомол ( Украина) — 57.35

 Олеся Бурова (Волгоградская область) — 57.47

#### 200 м, вольный стиль
Надежда Чемезова (Свердловская область) — 2.01.31

 Елена Лапунова ( Украина) — 2.03.24

 Олеся Бурова (Волгоградская область) — 2.03.40

#### 400 м, вольный стиль
Надежда Чемезова (Свердловская область) — 4.13.70

 Елена Лапунова ( Украина) — 4.14.94

 Татьяна Михайлова (Москва) — 4.17.39

#### 800 м, вольный стиль
Елена Лапунова ( Украина) — 8.49.30

 Татьяна Михайлова (Москва) — 8.50.73

 Ирина Абысова (Москва) — 8.57.18

#### 100 м на спине
Фоменко (Ростовская область) — 1.04.06

 Анжелика Соловьева (Волгоградская область) — 1.05.75

 Ольга Муткар (Санкт-Петербург) — 1.06.47

#### 200 м на спине
Юлия Фоменко (Ростовская область) — 2.15.73

 Елена Гречушникова (Алтайский край) — 2.16.80

 Ольга Муткар (Санкт-Петербург) — 2.20.45

#### 100 м, брасс
Светлана Бондаренко ( Украина) — 1.10.43

 Екатерина Кормачёва (Москва) — 1.12.14

 Оксана Верёвка (Ханты-Мансийский АО) — 1.12.26

#### 200 м, брасс
Екатерина Кормачёва (Москва) — 2.32.13

 Екатерина Уварова ( Украина) — 2.34.69

 Светлана Бондаренко ( Украина) — 2.35.02

#### 100 м, баттерфляй
Екатерина Виноградова (Москва) — 1.01.24

 Марина Соколова (Москва) — 1.02.86

 Жанна Лозумирская ( Украина) — 1.02.96

#### 200 м, баттерфляй
Жанна Лозумирская ( Украина) — 2.12.80

 Екатерина Виноградова (Москва) — 2.14.04

 Наталья Сватьева ( Украина) - 2.17.86

#### 200 м, комплексное плавание
Оксана Верёвка (Ханты-Мансийский АО) — 2.17.44

 Екатерина Виноградова (Москва) — 2.18.08

 Ольга Прохорова (Москва) — 2.20.42

#### 400 м, комплексное плавание
Лилия Зиатдинова (Татарстан) — 5.00.82

 Ольга Соколова (Москва) — 5.02.65

 Елена Чижова (Санкт-Петербург) — 5.12.05

#### Эстафета 4 × 100 м, вольный стиль
Украина (Елена Лапунова, Ольга Мукомол, Елена Грицюк, Надежда Бешевли) — 3.54.09

 Москва (Екатерина Виноградова, Ольга Молчанова, Татьяна Михайлова, Марина Соколова) — 3.55.59

 Ростовская область (Ирина Беспалова, Наталья Сутягина, Юлия Фоменко, Екатерина Кибало) — 3.56.91

#### Эстафета 4 × 200 м, вольный стиль
Москва (Анна Безрученко, Екатерина Виноградова, Ирина Абысава, Татьяна Михайлова) — 8.25.13

  Украина (Жанна Лозумирская, Надежда Бешевли, Ольга Мукомол, Елена Лозунова) — 8.27.68

 Ростовская область (Юлия Фоменко, Екатерина Кибало, Юлия Зенова, Ирина Беспалова) — 8.36.94

#### Комбинированная эстафета 4 × 100 м
Украина (Надежда Бешевли, Светлана Бондаренко, Жанна Лозумирская, Ольга Мукомол) — 4.18.70

 Москва (Марина Соколова, Екатерина Кормачёва, Екатерина Виноградова, Татьяна Михайлова) — 4.20.44

 Ростовская область (Юлия Фоменко, Мария Смирнова, Наталья Сутягина, Екатерина Кибало) — 4.21.94